# Josef Skupa

Josef Skupa auf einem Wandgemälde („Teatrum Mundi“) in Pilsen

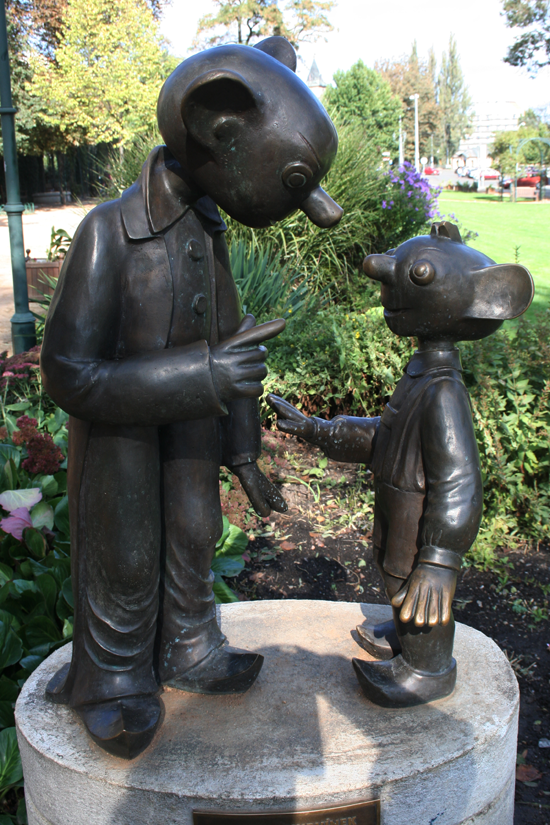
Plastik von Skupas Spejbl und Hurvínek in Pilsen

Josef Skupa (* 16. Januar 1892 in Strakonice; † 8. Januar 1957 in Prag) war ein tschechischer Puppenspieler. 

## Leben
Skupa studierte an der Fakultät für angewandte Kunst in Prag und arbeitete unter anderem als Bühnenbildner im Pilsener Stadttheater und als Designer bei Škoda. Nach dem Ersten Weltkrieg begründete er das erste und einzige professionelle tschechoslowakische Puppentheater. Zwischen 1919 und 1926 kreierte er seine berühmten Puppen Spejbl und Hurvínek. 1920 entstand zunächst Spejbl als naiver, aufgeblasener und etwas bornierter Spießer. Schnell wurde er zur Hauptfigur des Theaters. 1926 schnitzte Gustav Nosek (1887–1974) den vorlauten, aber aufgeweckten Sohn Hurvínek. 1930 eröffnete er das erste moderne Puppentheater. Durch die Marionetten übte Skupa mit Hilfe der Satire Kritik an den deutschen Besatzern. Daraufhin wurde er verhaftet und 1944 ins Gestapo-Gefängnis nach Dresden überführt. Die Marionetten hielt die Gestapo in Pilsen unter Verschluss. Während des amerikanischen Luftangriffes auf Dresden konnte Skupa aus der Haft fliehen. 
Nach dem Zweiten Weltkrieg wurde das Marionettentheater Spejbl und Hurvínek wieder eröffnet und erlangte binnen kurzer Zeit Weltruhm. Nach Skupas Tod führte seine Frau Jiřina Skupova (1895–1970) das Theater weiter, Miloš Kirschner übernahm die Direktion. Skupa war Mitbegründer der Union Internationale de la Marionnette und von 1933 bis zu seinem Tode deren Präsident.

## Auszeichnungen
- 1948 bekam Josef Skupa die tschechoslowakische staatliche Auszeichnung und Titel: „Národní umělec“ der ČSR (deutsch: Künstler der tschechoslowakischen Nation).[1]